# マトリックス (映画)
『マトリックス』（英: The Matrix）は、1999年公開のアメリカ合衆国制作のSFアクション映画。

## 概要
真実を知らず仮想世界マトリックスで人生を送る主人公が、外部からの介入により機械に支配された現実世界の救世主であることを知らされ、自信が持てないまま様々な無理難題の解決を経て成長して行く過程を描いており、当時ハリウッドで一般的でなかった哲学的要素や東洋的なワイヤーアクションやバレットタイムが導入された事で「驚異の映像革命」などと評された。ウォシャウスキー兄弟が監督・脚本を務め、キアヌ・リーブス、ローレンス・フィッシュバーン、キャリー＝アン・モス、ヒューゴ・ウィーヴィング、ジョー・パントリアーノらが出演する。本作はウォシャウスキー兄弟の監督作品としては2作目で、デビュー前に脚本のみ完成させていたマトリックスの約6000万ドルのスポンサー契約締結が行えなかったため低予算で『バウンド』という映画を制作して高評価を得て、本作のスポンサー契約を締結している。但し、当初の『ニューロマンサー』の映像化を目指した脚本ではスポンサーが付かず、脚本は『GHOST IN THE SHELL / 攻殻機動隊』に着想を得る方向性で書き直された。
SFのサブジャンル、サイバーパンクの一例で、同ジャンルを好むウォシャウスキー兄弟のオタク的知識が大量に投入されている。アクションシーンは日本のアクション作品・アニメーション映画のオマージュや、香港映画の殺陣やワイヤーアクションが使用され、その後のハリウッドのアクション映画作品における大きな潮流のひとつを産み出した。また、カメラが通常の速度でシーンを移動しているように見える一方で、画面内のアクションをハイスピードカメラのようにスローモーションで進行させることで、特定のキャラクターの超人的な速さの動きを1つ1つ知覚できるように表現する「バレットタイム」と呼ばれる視覚効果を広めた。特に主人公のネオが仰け反りながら銃弾を避けるシーンはバレットタイムの象徴となり、様々なCMや映画やゲームで盛んにパロディやオマージュが行われている。20世紀末にCGの採用がブームになっていた中で、「ジュラシック・パーク」や「スターウォーズ エピソード1」などで行われていたような、従来ならミニチュア模型で作っていた映像をCGに置き換える使い方に留まらず、高度な哲学的テーマと特殊な映像技術と東洋的アクションをストーリ展開上意味ある形で組み合わせた映像は「驚異の映像革命」などと言われ、その後の映像作品に与えた影響は計り知れないものがある。特に知的なストーリー展開や、アクションシーンを効果的に演出する方法として参考にされる事が多い。
高度な技術が投入されている一方で人間関係は分かりやすく描かれており、主人公の成長は当然のこととして、新しくチームに加わった主人公に対する仲間の不信感、仲間の裏切り、自己犠牲、多数の仲間の喪失、主人公とヒロインのラブストーリーなども盛り込まれ、サイバーパンクに詳しくない一般的な視聴者でも感情移入しやすくなっている。
1999年3月31日に米国で公開され、全世界で4億6,000万ドル以上の興行収入を記録した。また、アカデミー賞4部門（視覚効果賞、編集賞、音響賞、音響編集賞）のほか、BAFTA賞、サターン賞などを受賞した。史上最高のSF映画のひとつと考えられており、2003年にはスティーヴン・シュナイダーの『死ぬまでに観たい映画1001本』に掲載され、2012年には「文化的、歴史的、美学的に重要な作品」として、米国議会図書館のアメリカ国立フィルム登録簿に登録された。
2003年には続編の『マトリックス リローデッド』と『マトリックス レボリューションズ』が公開され、2021年に『マトリックス レザレクションズ』が公開された。

## ストーリー
トーマス・アンダーソンは、大手ソフトウェア会社のメタ・コーテックスに勤めるプログラマーである。しかし、トーマスにはあらゆるコンピュータ犯罪を起こす天才ハッカー「ネオ」という、もう1つの顔があった。平凡な日々を送っていたトーマスは、ここ最近、起きているのに夢を見ているような感覚に悩まされ「今生きているこの世界は、もしかしたら夢なのではないか」という、漠然とした違和感を抱いていたが、それを裏付ける確証も得られず毎日を過ごしていた。また、仮想空間でハッキングの仕事を繰り返していたトリニティは、盗聴されることにより、ネオ探しを追跡するためのエージェントや地元の警察官によって発見されたものの、トリニティ・ポーズで警官を倒し、逃走と電話線経由の現実世界への帰還に成功する。敗北したエージェント同士はネオ探しを確実に行っているため、次にネオ本人の人物を探しに行くことになる。
ある日、トーマスはパソコンの画面に「起きろ、ネオ（Wake up, Neo.）」「マトリックスが見ている（The Matrix has you.）」「白ウサギについて行け（Follow the white rabbit.）」という謎のメッセージを受け取る。ほどなくしてトリニティと名乗る謎の女性と出会ったトーマスは、トーマスに危機が迫っているため、「モーフィアス」がネオを探していることを告げられる。翌日にトーマスは寝坊し、仕事場に遅刻してしまうものの、ほどなくして無線機からモーフィアスと会話する事態に発展し、エージェントの部類の人物が仕事場に侵入してきたことを指摘する。逃走するトーマスだったが、マンションの壁を降りることができなかっため、結局トーマスはエージェントに連行されてしまう。取調室に閉じ込められたトーマスはモーフィアスに連絡するよう文句を言うが、エージェントによってトーマスの口は物理的に封じられてしまい、トーマスの臍に無理やりセンチネルの形状をした「バグ」とよばれる小型機械を埋め込まれるものの、トーマスが夜に気が付いた頃には、自宅の寝室にいた。その直後にモーフィアスはトーマスが現在盗聴されている状況にあるため、トリニティの車に乗るよう電話で告げる。屋外の車に乗り込んだトーマスは、スイッチが銃をトーマスに突き付けることで強制的にトリニティにある事を実行させようとしたため、拒否したトーマスは車から降りかけたものの、トリニティに止められる。そしてトリニティはバグを直接腹から取り出すための機械を使い、バグを取り出すことに成功したことで、トーマスは今まで起きていたことがすべて現実であったことに気づく。その後トリニティの仲間の建物でモーフィアスを紹介され「あなたが生きているこの世界は、コンピュータによって作られた仮想現実だ」と告げられ、このまま仮想現実で生きるか、現実の世界で目覚めるかの選択を迫られる。日常の違和感に悩まされていたトーマスは現実の世界で目覚めることを選択する。渡された赤いカプセルを飲み、心停止した瞬間にデータが転送され、トーマスは自分が培養槽のようなカプセルの中に閉じ込められ、身動きもできない状態であることに気づく。トリニティたちの言ったことは真実で、現実の世界はコンピュータの反乱によって人間社会が崩壊し、人間の大部分はコンピュータの動力源として培養されていた。覚醒してしまったトーマスはセンチネルに殺害されず、不良品として廃棄されるが、待ち構えていたネブカドネザル号に救われる。
トーマスは、モーフィアスが船長を務める工作船「ネブカドネザル号」の仲間として迎えられ、ハッカーとして使っていた名前「ネオ」を名乗ることになった。モーフィアスはネオこそがコンピュータの支配を打ち破る救世主（The One）であると信じており、仮想空間での身体の使い方や、拳法などの戦闘技術を習得させた。人類の抵抗軍の一員となったネオは、仮想空間と現実を行き来しながら、人類をコンピュータの支配から解放する戦いに身を投じ、仲間の信頼を得ながら才能を開花させて行く。

## キャスト
| 役名                              | 俳優                         | 日本語吹き替え | 日本語吹き替え              | 日本語吹き替え |
| 役名                              | 俳優                         | ソフト版       | フジテレビ版 （追加収録版） | 機内上映版     |
| --------------------------------- | ---------------------------- | -------------- | --------------------------- | -------------- |
| ネオ（トーマス・A・アンダーソン） | キアヌ・リーブス             | 小山力也       | 森川智之                    | 宮本充         |
| モーフィアス                      | ローレンス・フィッシュバーン | 玄田哲章       | 内海賢二 （最上嗣生）       | 郷里大輔       |
| トリニティー                      | キャリー＝アン・モス         | 日野由利加     | 戸田恵子                    |                |
| エージェント・スミス              | ヒューゴ・ウィーヴィング     | 中多和宏       | 大塚芳忠                    |                |
| オラクル                          | グロリア・フォスター         | 此島愛子       | 片岡富枝                    |                |
| サイファー（レーガン）            | ジョー・パントリアーノ       | 金尾哲夫       | 樋浦勉                      |                |
| タンク                            | マーカス・チョン             | 坂東尚樹       | 岩崎ひろし                  |                |
| エイポック                        | ジュリアン・アラハンガ       | 山野井仁       | 佐久田修                    |                |
| マウス                            | マット・ドーラン             | うえだゆうじ   | 石田彰                      |                |
| スウィッチ                        | ベリンダ・マクローリー       | 紗ゆり         | 唐沢潤                      |                |
| ドーザー                          | レイ・パーカー               | 宝亀克寿       | 水野龍司                    |                |
| エージェント・ブラウン            | ポール・ゴダード             | 安井邦彦       | 青山穣                      |                |
| エージェント・ジョーンズ          | ロバート・テイラー           | 石井康嗣       | 内田聡明                    |                |
| ラインハート                      | デビッド・アストン           | 金尾哲夫       | 牛山茂                      |                |
| チョイ                            | マーク・グレイ               | 小形満         | 平田広明                    |                |
| ドゥジュール（白いうさぎの女）    | エイダ・ニコデモ             | 大坂史子       | 金野恵子                    |                |
| 警部補                            | ビル・ヤング                 | 宝亀克寿       | 田原アルノ                  |                |
| 宅配便の男                        | デヴィッド・オコナー         | 川島得愛       | 蓮池龍三                    |                |
| ビルの警備員                      | ルーク・クイントン           | 山野井仁       | 田原アルノ                  |                |
| オラクルの側近                    | デニ・ゴードン               |                |                             |                |
| スプーンの男の子                  | ローワン・ウィット           |                |                             |                |
| 赤いドレスの女                    | フィオナ・ジョンソン         | セリフなし     | セリフなし                  | セリフなし     |

- ソフト版吹き替え - VHS・DVD・BD収録

その他吹き替え - さとうあい、河相智哉、遠藤純一
- フジテレビ版吹き替え - 初回放送：2002年10月5日『ゴールデンシアター』（21:05-23:39）

2015年2月7日にWOWOWにて、カット部分を同じ声優（一部代役）で追加録音した『吹替補完版』として放送。
2018年11月7日発売の「マトリックス トリロジー 4K ULTRA HD& HD デジタル・リマスター ブルーレイ」には、ソフト版と共にWOWOW追加収録版が収録。
- ただしソフト化の際、声優による吹替だった登場人物の叫び声などが、原音に差し替えられたものとなっている。

- 機内上映版吹き替え - ユナイテッド航空などで使用[11]。

## スタッフ
- 監督：ウォシャウスキー兄弟（アンディ・ウォシャウスキー、ラリー・ウォシャウスキー）
- 製作：ジョエル・シルバー
- VFX：マネックス・ビジュアル・エフェクツ（MVFX）
- 音楽：ドン・デイヴィス
- カンフーアクション指導：ユエン・ウーピン

日本語版
| -              | ソフト版                                  | フジテレビ版              |
| -------------- | ----------------------------------------- | ------------------------- |
| 演出           | 岩浪美和                                  | 小林守夫                  |
| 翻訳           | 久保喜昭                                  | 栗原とみ子 （古瀬由紀子） |
| 調整           | 土屋雅紀                                  | 金谷和美                  |
| 録音           | 土屋雅紀                                  | スタジオ・ユニ            |
| 効果           | N/A                                       | リレーション              |
| 音響           | 中西真澄 米屋林太郎                       | N/A                       |
| プロデューサー | 尾谷アイコ                                |                           |
| 制作           | プロセンスタジオ ワーナー・ホーム・ビデオ | 東北新社                  |

## 作品解説

### 「MATRIX」という語
「Matrix」はラテン語の「母」を意味するmaterから派生した語で、転じて「母体」「基盤」「基質」「そこから何かを生み出す背景」などの概念を表す。本作では、コンピュータの作り出した仮想現実を「MATRIX」と呼んでいる。

### 撮影
ロケーション撮影はシドニー（オーストラリア連邦）で主に行われた。

### 本作の基盤
ウォシャウスキー兄弟は、日本と香港のアクション映画や日本のアニメ、ウィリアム・ギブスンの作品まで様々なものを参考・土台とし、特に「ジャン・ボードリヤールの哲学を基調とした」と語っている。ギブスンはマトリックスを「間違いなく究極のサイバーパンク芸術品」と絶賛している。「MATRIX」という言葉自体はギブスンの『ニューロマンサー』にも見られ、ボードリヤールの著書『シミュラークルとシミュレーション』の中にも掲げられており、これが出所となったという見方もある。作中ではハードカバーのボードリヤールの本が映るシーンも見られる。2作目からボードリヤール本人をアドバイザーに迎える計画があったが、断られたという。ウォシャウスキー兄弟曰く、脚本の大部分はレイジ・アゲインスト・ザ・マシーンの『Wake Up』を聴きながら書き上げたとのこと。映画でもエンディング・テーマに起用されており、そのバンド名やその活動自体が正にマトリックスの世界そのものとされている。

### 影響を受けた作品
※発表年順。
- やくざ刑事

千葉真一主演による1970年の日本映画。ネオが側転しながらマシンガンを乱射するシーンは、千葉が拳銃を撃ちながら片手で側転をするスタントが原型となっている。
- 燃えよドラゴン

ブルース・リー主演による1974年の香米合作映画。ネオがカンフーをする動きと表情や「考えるな。感じるんだ」という台詞など。
- シミュラークルとシミュレーション

ジャン・ボードリヤールによる1981年の書籍。監督のウォシャウスキー兄弟は『シミュラークルとシミュレーション』からストーリーのヒントを得たという。劇中でネオがチョイに渡したディスクを隠していた本がこれであり、モーフィアスが語る「現実の砂漠」の出所もボードリヤールである。
- ニューロマンサー

ウィリアム・ギブスンによる1984年の小説。当初、ウォシャウスキー兄弟は『ニューロマンサー』の映画化を目指したがスポンサーがつかず、企画が変更された。共通点は「マトリックス」という電脳空間、人工知能が自我を持つ聖域の「ザイオン」、人体に埋め込んだジャックにプラグを挿して電脳空間へ移動、凄腕ハッカーの主人公が恋仲になった女戦士を通じて謎の男が率いるチームに参加するというメインキャラ達の相関などである。
- AKIRA

大友克洋原作・監督による1988年のアニメーション映画。マトリックスに影響を与えたとされる。
- ワンス・アポン・ア・タイム・イン・チャイナ

ジェット・リー主演による1991年の香港映画。キアヌ・リーブスは本作に出演するための準備として『マスター・オブ・リアル・カンフー 大地無限』（1993年）、『フィスト・オブ・レジェンド 怒りの鉄拳』（1994年）と併せて鑑賞し、スタイルのヒントになった。本作でカンフーアクションの指導を行ったユエン・ウーピンは、この3作に関わった人物でもある。
- 獣兵衛忍風帖

川尻善昭原作・監督による1993年のアニメ映画。アクションシーンの表現に影響を受けたとされる。ウォシャウスキー兄弟とマトリックスのスタッフが好きなアニメの一つとして知られ、ウォシャウスキー兄弟が製作で参加した『ニンジャ・アサシン』にも影響が見られる。
- GHOST IN THE SHELL / 攻殻機動隊

押井守監督による1995年のアニメ映画。製作のジョエル・シルバーが「ウォシャウスキー兄弟が私に『攻殻機動隊』を見せて、俳優による実写で映像化したいと言った」と明言しているように、この作品からインスパイアされた。オープニングの黒い画面にグリーンの文字が流れる通称「マトリックス・コード」、後頭部にプラグを挿す、ビルの屋上に着地した際に地面のコンクリートがめくれ上がる、ロビーでの銃撃戦で柱が粉砕される、市場での銃撃シーンでスイカが被弾して割れる、全裸で水溶液に浸かる人間などが共通している。
ウォシャウスキーらが押井と面会した際、マトリックスの企画が攻殻より前であることを主張されたという。押井は自作も他作品の演出を拝借していると言い、気にしていなかったという 。なお、押井はマトリックスがあまり好きではなく、自分の演出が実写になるとこれほど恥ずかしいものだったのかと思い知らされ、恥ずかしかったと語っている。

## ソフト化

### DVD
2000年に発売されたDVDは、3種類のパターンのDVDが順番に発売された。3種類ともジャケットのパターンが異なる。コメンタリーはケン・ウィルバーとコーネル・ウェストが担当、コーネル・ウェストは劇中に出演もしている。ワーナーブラザーズのそれ以前のDVDはディスクラベルが白色で統一された灰色一色のシルク印刷であり、メニュー画面にムービーが使用されていなかったが、今作以降はラベルにレーベル印刷が採用されるようになり、後世のワーナー製DVDも似たフォーマットが採用されるようになった。
当時はまだDVDプレイヤーが普及する前で、日本全国でも十数万台しか再生機器が流通していない状況であり、今作のDVDは同時期に発売されたPS2の売り上げに大きく貢献（一気に百万台以上の再生機器が発生したことになる）、DVDプレーヤー普及となるキラーコンテンツの一つとなった。
以前のDVDはメインメニュー画面が4:3だったが、この映画のDVD発売を境にメニュー画面も16:9となり、ワイドテレビ対応になった。これらのうち2種類を購入した人を対象として、抽選で2,000名に「特製ケース付きオリジナルICテレホンカード（全3種類のうち1種類）」が当たるキャンペーンが行われた。
マトリックス コレクターズ・ボックス完全英語版
特製ボックスにオリジナル台本や特大ポスターなどのグッズが封入された豪華版。本編DVDは日本語吹替え、日本語字幕なしの完全英語版。
マトリックス 特別版
本編に加え、映像特典を追加した特別版。
マトリックス ROM対応特別版
特別版の内容にROM特典を追加した内容。主にPC向けの特典。日本語吹替えが未収録の代わりにコレクターズ・ボックス完全英語版に収録されていたサウンドトラックを収録。
「マトリックス 　リビジデッド」 THE MATRIX REVISITED　 2001年
メイキング映像特典

### BD
2008年12月以降、単体ブルーレイ、3作品同梱のブルーレイが発売されている。

### リマスター版
4Kデジタルリマスター版は、BD版に比べ寒色寄りの色合いとなり、一部が白飛びしているなどの問題が指摘されている。

## テレビ放送
| 回数 | 放送局     | 放送枠             | 放送日         | 放送時間    | 放送分数 | 吹替版       | 視聴率 | 備考 |
| ---- | ---------- | ------------------ | -------------- | ----------- | -------- | ------------ | ------ | ---- |
| 1    | フジテレビ | ゴールデンシアター | 2002年10月5日  | 21:05-23:39 | 154分    | フジテレビ版 | 20.2%  |      |
| 2    | 日本テレビ | 金曜ロードショー   | 2003年6月6日   | 21:03-23:34 | 151分    | フジテレビ版 | 25.1％ |      |
| 3    | フジテレビ | プレミアムステージ | 2005年4月2日   | 21:00-23:34 | 154分    | フジテレビ版 |        |      |
| 4    | フジテレビ | 土曜プレミアム     | 2008年12月20日 | 21:00-23:25 | 145分    | フジテレビ版 |        |      |
| 5    | 日本テレビ | 金曜ロードショー   | 2011年6月24日  | 21:00-22:54 | 114分    | ソフト版     |        |      |

## 関連作品
オリジナルビデオ
- アニマトリックス（The Animatrix）

劇場映画
- マトリックス リローデッド（The Matrix Reloaded）
- マトリックス レボリューションズ（The Matrix Revolutions）
- マトリックス レザレクションズ（The Matrix Resurrections）

ゲーム
- ENTER THE MATRIX（PlayStation 2、ニンテンドー ゲームキューブ、Xbox）

バンダイから2003年6月19日に発売された。『マトリックス リローデッド』『マトリックス レボリューションズ』の制作と並行して開発され、内容も両作品と密接に関連している。
- The Matrix Online（英語版）（Microsoft Windows）

米国ワーナー・ブラザース社から2005年3月22日に発売された（日本未発売）。『マトリックス レボリューションズ』後の世界をモチーフにしたオンラインゲーム。2009年12月にサービス終了。
- The Matrix: Path of Neo（英語版）（PlayStation 2、Xbox、Microsoft Windows）

アタリジャパンから2005年12月22日に発売された。主人公・ネオを操作することが可能となり、本作から『マトリックス レボリューションズ』までの三部作の物語が収録されている。Xbox版は日本未発売。
- The Matrix Awakens: An Unreal Engine 5 Experience（PlayStation 5、Xbox Series X/S）

ゲームエンジン『Unreal Engine 5』の技術デモとして2021年12月10日に無料配信された。本作のシーンの一部がリアルタイムレンダリングで再現されている。